# Малък плосък скален гущер
Малките плоски скални гущери (Platysaurus guttatus), наричани също трансваалски червеноопашати скални гущери и петнисти платизаври, са вид влечуги от семейство Бодливоопашати гущери (Cordylidae).
Срещат се в саваните на Южна Африка (Южноафриканската република, Ботсвана, Мозамбик, Малави, южно Зимбабве). Женските и младите са с тъмнокафяв гръб с по-бледи ивици и петна, а мъжките – със зелен до синьо-зелен гръб с множество бледи петна.